# Matang Teungoh S
Matang Teungoh S is een bestuurslaag in het regentschap Aceh Utara van de provincie Atjeh, Indonesië. Matang Teungoh S telt 496 inwoners (volkstelling 2010).